# Srebrne orły
Srebrne orły – powieść historyczna Teodora Parnickiego wydana w 1944 roku w Jerozolimie (wydanie w Polsce: Wrocław 1949).
Akcja utworu toczy się na początku XI wieku (lata 1014-1017), ukazując losy kształtującego się państwa polskiego z perspektywy przemian kulturowych w Europie, zwłaszcza w dominium Świętego Cesarstwa Rzymskiego.   

## Okoliczności powstania
Powieść miała pierwotnie nosić tytuł Imperator. Zasadnicza koncepcja została niezmieniona. Srebrne orły pozostały powieścią o konflikcie pomiędzy urzekającą koncepcją Ottona III odrodzenia cesarstwa rzymskiego a realizmem politycznym Bolesława Chrobrego. Tytułowym imperatorem miał być syn Bolesława Mieszko II, który dał się owładnąć ideom Ottona i uwierzył, że jako mąż siostrzenicy Ottonowej, jest powołany do spełnienia tych marzeń. Ostatecznie doprowadził do katastrofy nie tylko osobistej, ale i zaprzepaścił ojcowe królestwo. Parnicki zaczął pisać tę powieść w połowie 1942. Pracując jako attaché prasowy ambasady polskiej w Kujbyszewie zaczął zbierać materiały do powieści. Kiedy na przełomie 1942 i 1943 przyjazd Jana Erdmana zwolnił go z tej funkcji, w styczniu i lutym napisał pierwsze dwa rozdziały powieści.
25 kwietnia 1943 zostały zerwane stosunki dyplomatyczne pomiędzy rządem londyńskim a ZSRR. Personel ambasady wyjechał pociągiem do Iranu. W pociągu między Morzem Aralskim a Taszkientem udało się Parnickiemu przekonać ambasadora Romera, że dokończenie powieści w ciągu pół roku jest jego najważniejszym obowiązkiem wobec kultury polskiej. Uzyskał czas do końca roku. Udał się do Jerozolimy, której biblioteka uniwersytecka miała najbogatsze źródła do dziejów Polski, przywiezione przez Żydów-emigrantów z Polski. Po drodze na miesiąc utknął w Teheranie. W tamtejszej bibliotece zapoznał się z dziełem Gregoroviusa Historia Rzymu w wiekach średnich, w której zafascynowały go postaci Ottona III i papieża Sylwestra II. Osoba Mieszka II zeszła w ten sposób na drugi plan. W dalszej drodze, w ciężarówce jadącej przez perski Kurdystan miał pisarz sen na temat rozmowy pomiędzy Ottonem a Sylwestrem, w trakcie której papież namawia cesarza do spowiedzi, a cesarz nie chce. Rozmowa ta weszła do powieści w zmienionym kształcie: Otto spowiada się przed przypadkowo spotkanym mnichem Aronem.
Wiedząc, że ma mało czasu pisarz oparł się głównie na monografii Stanisława Zakrzewskiego o Chrobrym, skąd zaczerpnął, błędną zresztą, informację, że w 1015 roku został założony klasztor w Tyńcu, a jego opatem został Aron, prawdopodobnie Irlandczyk z pochodzenia. Powieść miały kończyć dwa mocne akordy: obrona Niemczy (1017), podczas której Aron za namową Chrobrego, staje na murach twierdzy z krzyżem w ręku i pokój w Budziszynie w 1018 roku. Tymczasem Parnicki otrzymał polecenie, by stawił się w Londynie, a stamtąd udał się na placówkę do Meksyku. Z początkiem stycznia miał wypłynąć do Kairu. Ponieważ zostało mu kilka tygodni do końca roku, zabrał się bardzo intensywnie do pracy nad ukończeniem powieści. Sypiał po cztery godziny na dobę, nie schodził na posiłki. Ostatecznie ukończył pracę 27 grudnia. Musiał jednak zrezygnować z rozmowy Chrobrego z Aronem i obrony Niemczy, a refleksje końcowe przeniósł z Budziszyna do Krakowa z 1015 roku. Polskie Centrum Informacyjne zawarło z nim natychmiast umowę na wydanie powieści.

## Historiozofia powieści
Podjęcie przez Parnickiego tematu polskiego jest konsekwencją historiozoficznych poglądów autora i jego poszukiwań nowego kształtu XX-wiecznej powieści. Otton III, jak w poprzedniej powieści Aecjusz, rozumiał ideę cesarstwa jako uniwersalnego państwa chrześcijańskiego, kontynuującego tradycje kultury antycznej rzymskiej i greckiej i otwartego na kontakty ze Wschodem. Swego następcę i realizatora swej wizji cesarstwa widzi w Chrobrym, którego obdarza godnością Patrycjusza Cesarstwa, jak wcześniej Placydia – Aecjusza, którego godłem były srebrne orły. Bolesław jednak rezygnuje z tych marzeń. Musi się skupić w swej polityce na walce z naporem niemieckim. Powieść podejmuje jedne z najważniejszych tematów historii Polski i to w momencie, gdy jego wydźwięk był wyjątkowo drastyczny. Nie traktuje go jednak jako dwustronnej rywalizacji polsko-niemieckiej. Ukazuje go w perspektywie losów Europy. 
Polska jest widziana w powieści z perspektywy cesarskiego i papieskiego Rzymu, podbitej przez Arabów Hiszpanii, Francji, Niemiec, Bizancjum. Ważą się losy europejskiego średniowiecza, a pisarz obserwuje pasjonujący splot sił, w którym Germanie zdobywają hegemonię nad zachodnią Europą, utraconą kilka stuleci wcześniej przez cesarstwo rzymskie. Przy czym Parnickiego najbardziej intryguje, możliwa, ale niespełniona ewentualność spełnienia tej roli przez Słowian. Zainteresowanie możliwościami, które zaistniały w dziejach, raczej niż ich realizacją, będzie narastać w twórczości Parnickiego z upływem lat, stając się jednym z głównych rysów rozumienia przez niego historii, jako procesu ciągle otwartego.

## Główny bohater
Na głównego bohatera wybrał autor Arona, ubogiego mnicha z Irlandii, który dzięki swoim zdolnościom zostaje ulubieńcem i sekretarzem papieża Sylwestra, potem doradcą niemieckiej księżniczki Rychezy, synowej Chrobrego i wreszcie opatem tynieckim. Centrum narracji stanowi jego świadomość. Z tej perspektywy ogląda czytelnik możnych tego świata, mocnych ludzi na miarę Aecjusza jak Chrobry czy Jan Krescencjusz, mężni wodzowie, potężni władcy kochani przez piękne i mądre, niepospolite kobiety. Chrobry, który na płaszczyźnie historiozoficznej odgrywa kluczową rolę, w planie powieściowym już takiego znaczenia nie ma. Tu najważniejszą postacią jest klerk nie wielmoża.
Aron jest sierotą nieznanego pochodzenia, jego jedyną siłą jest myśl, a polem działania nauka. Stanowi ucieleśnienie bohatera powieści Parnickiego: klerka, myśliciela, pisarza, artystę, najczęściej mieszańca, bękarta lub podrzutka. Parnicki będzie postać swego bohatera komplikował w późniejszych powieściach. W Srebrnych orłach poprzez Arona wprowadza bogatą problematykę psychologiczną. W postaciach Arona, Tymoteusza, Ottona czytelnik rozpoznaje mechanizmy kompleksów powstających w dzieciństwie, sublimacji popędu erotycznego, kompensacji, cenzury rozgraniczającej sferę ego i id. Znaczenie psychoanalizy w powieści nie ogranicza się do kształtowania postaci, co jakkolwiek w powieści historycznej raczej nowatorskie, w powieści psychologicznej zostało już mocno nadużyte. Bardziej interesująca wydaje się wpływ psychoanalizy na koncepcje poznania zawartą w powieści. Freudowska podejrzliwość, szukanie tego, co ukryte, ma zastosowanie w powieści nie tylko głębi duszy Ottona, ale do całej gry politycznej, którą Aron obserwuje.

## Sposób przedstawienia
W Aecjuszu autor zdawał się zakładać, że można ukazać dzieje od strony ich reżysera. Narrator towarzyszył sprawcy wydarzeń. W Srebrnych orłach wydarzenia zostają ukazane z perspektywy widza, Aarona. O ich reżyserach Aaron dowiaduje się o wiele później, gdy już niczego nie można zmienić. Bohater nie jest tym, który wie i rządzi, lecz ten kto jest rządzony i dopiero dąży do poznania prawdy. Uwaga czytelnika koncentruje się nie na efektach poznania, bo te są niepewne i stale się zmieniają, ale na samym procesie poznawczym. Tok opowiadania jest mu poddany, a jego przebieg pełen jest niespodzianek i napięć nasuwających skojarzenia z powieścią kryminalną

## Recepcja
Utwór ten objęty był w 1951 roku zapisem cenzury w Polsce, podlegał natychmiastowemu wycofaniu z bibliotek. Powieść została uznana przez krytykę za najwybitniejsze osiągnięcie wśród utworów podejmujących temat początków polskiej państwowości. Do 1975 miała 9 wydań. Jej kontynuacją jest pierwszy tom cyklu Nowa baśń, pt. Robotnicy wezwani o jedenastej.
Utwór doczekał się przekładów na kilka języków: bułgarski (Sreb'rni orli, przeł. Katja Mitowa, Sofia 1978), rosyjski (Serebranyje orly, przeł. Jurij Iwanowicz Abyzow, Moskwa 1982), i czeski (Střibrni orlí, przeł. Jaroslav Simonides, Praga 1982).